# Джизак
Джизак (на узбекски: Jizzax или Жиззах) е град в Узбекистан и административен център на Джизакска област. Джизак в миналото е бил важна спирка от пътя на коприната, като е свързвал град Самарканд с Ферганската долина.